# Кріуша (Вознесенський район)
Криуша (рос. Криуша) — село в Вознесенському районі Нижньогородської області Російської Федерації.
Населення становить 990 осіб. Входить до складу муніципального утворення Кріушинська сільрада.

## Історія
Від 2004 року входить до складу муніципального утворення Кріушинська сільрада.

## Населення
| 1999 | 2002 | 2010 |
| ---- | ---- | ---- |
| 1024 | ↘968 | ↗990 |